# Louis Smith (Musiker)
Edward Louis Smith (* 20. Mai 1931 in Memphis (Tennessee); † 20. August 2016 in Ann Arbor) war ein US-amerikanischer Jazztrompeter und Flügelhornist und Komponist, der weite Strecken seines Lebens als Hochschullehrer tätig war.

## Leben und Wirken
Smith begann als Jugendlicher mit dem Trompetenspiel, anfangs stark beeinflusst von Fats Navarro. Nach seinem Highschool-Abschluss studierte er mit einem Stipendium an der Tennessee State University und wechselte dann zur University of Michigan; in dieser Zeit spielte er mit gastierenden Musikern wie Dizzy Gillespie, Miles Davis, Thad Jones und Billy Mitchell. Im Januar 1954 wurde er in die United States Army eingezogen. Nach seiner Entlassung Ende 1955 unterrichtete er an der Booker T. Washington High School in Atlanta und spielte daneben Hardbop in lokalen Clubs, u. a mit Cannonball Adderley, Kenny Dorham, Donald Byrd, Lou Donaldson, Phineas Newborn, Zoot Sims und Philly Joe Jones. 
1956 hatte er Gelegenheit, an Aufnahmen von Kenny Burrell bei dessen Album Swingin mitzuwirken. Am 9. Februar 1958 leitete er seine erste eigene Session für das kleine Bostoner Label Transition, bei der er von „Buckshot La Funke“ (alias Cannonball Adderley), Duke Jordan bzw. Tommy Flanagan, sowie Doug Watkins und Art Taylor begleitet wurde.

Das Transition-Label verschwand jedoch vom Markt, bevor Smith´ Album erscheinen konnte; Blue Note-Chef Alfred Lion erwarb die Masterbänder von Transition und unterzeichnete mit Smith einen Plattenvertrag und veröffentlichte die Session unter dem Titel Here Comes Louis Smith, von der auch eine Single mit den Titeln „Tribute To Brownie“ c/w „Stardust“ ausgekoppelt wurde.
Im Laufe des Jahres 1958 spielte der Trompeter dann auf zwei weiteren Blue-Note-Sessions – Kenny Burrells Blue Lights und Booker Littles Booker Little 4 and Max Roach und konnte am 30. März ein weiteres Album unter eigenem Namen einspielen, das als Smithville erschien. Seine Mitspieler waren hier Charlie Rouse, Sonny Clark, Paul Chambers und erneut Art Taylor. Im Juli 1958 trat Smith als Mitglied des Horace Silver Quintetts auf dem Newport Jazz Festival auf. 
Smith zog sich dann jedoch als aktiver Musiker zurück, ging zurück nach Ann Arbor (Michigan) und unterrichtete fortan hauptberuflich an der University of Michigan und der nahen Ann Arbor Public School. Mit Sadao Watanabe trat er beim Montreux Jazz Festival 1973 auf. Erst Ende der 1970er Jahre hatte er ein kurzes Comeback mit einigen Alben für SteepleChase Records, an denen u. a. George Coleman, Harold Mabern, Junior Cook, Roland Hanna, Sam Jones und Billy Hart mitwirkten.

Nach einer weiteren Pause von über zehn Jahren ging er ab Anfang 1990 erneut für SteepleChase ins Studio und spielte noch eine Reihe weiterer Alben ein, Ballads for Lulu (1990) mit Jim McNeely, Strike up the Band (1991) mit Vincent Herring und Kevin Hays und schließlich 1993 als Reminiszenz an seine Zeit bei Horace Silver das Album Silvering mit den Chicagoer Veteranen Von Freeman, Jodie Christian und Wilbur Campbell. 1997 erschien sein letztes Album There Goes My Heart; 2005 erlitt Louis Smith einen Schlaganfall, der ihn seines Sprechvermögens beraubte.